# Departamento San José
San José ist ein Departamento in Uruguay.

## Geographie

### Lage und Landschaftsbild
Das eine Flächenausdehnung von 4.992 km² aufweisende Departamento liegt im Südwesten des Landes und wird im Süden vom Río de la Plata begrenzt. Im Norden grenzt das Departamento Flores an. Die dortige Grenzlinie wird streckenweise vom Arroyo San Gregorio gebildet. Im Westen liegt das Departamento Colonia. Als natürliche Grenzlinie dient hier überwiegend der Arroyo Cufré. Östlich schließen sowohl am nördlichen Teil der größtenteils vom Arroyo del la Virgen geformten Departamento-Grenze Florida als auch im südlicheren Teil der Ostgrenze Canelones an. Der zweite Teil der Gebietstrennungsfunktion dieses Grenzabschnitts wird ab der Mündung des Arroyo de la Virgen in den Río Santa Lucía von letzterem übernommen. Dessen Unterlauf scheidet schließlich auch die Gebiete San Josés und Montevideos voneinander. Das wie das gesamte Uruguay von zahlreichen kleineren Flüssen durchzogene Departamentogebiet wird von Norden nach Süden vom Río San José durchquert. Während sich im nördlichen Departamentogebiet von Westen nach Osten die Cuchilla Pavón, Cuchilla de San José, Cuchilla Chamizo, Cuchilla del Tala und Cuchilla Carreta Quemada erstrecken, ist der südliche Bereich von der Cuchilla Pavón, Cuchilla Pereira, Cuchilla San Miguel und Cuchilla Mangrullo durchzogen.

### Bodenschätze
Lediglich im nordwestlichen Part des Departamentos bei Guaycurú existieren Mangan-Lagerstätten. Im Südosten nahe dem Kilometerpunkt 37 der Ruta 1 ist Limos-Vorkommen zu finden.

## Geschichte
San José war im Rahmen der uruguayischen Geschichte Schauplatz bedeutender Ereignisse. Am 1. Juni 1783 gründete zunächst Kapitän Eusebio Vidal hier mit asturischen Siedlern eine erste Niederlassung. Erstmals trat am 22. November 1828 in San José auch im Rahmen des uruguayischen Unabhängigkeitsprozess die Asamblea General Constituyente y Legislativa (Primera Asamblea General Constituyente) zusammen. Später war das Gebiet des Departamentos unter anderem am 29. Dezember 1839 Schauplatz der Schlacht von Cagancha am Arroyo Cagancha. Die Auseinandersetzung fand zwischen den Truppen Fructuoso Riveras und jenen Pascual Echagües statt.

## Bevölkerung
Das Departamento gehört zu den Gebieten mit der größten Bevölkerungsdichte Uruguays. Während 2004 noch 103.104 Einwohner gezählt wurden, betrug die im Rahmen der Volkszählung des Jahres 2011 ermittelte Einwohnerzahl 108.309. Davon waren 53.998 Männer und 54.311 Frauen. In der im Inneren des Departamento gelegenen Hauptstadt San José de Mayo wohnen 36.339 (Stand: 2004) Menschen. Zweitgrößte Stadt war lange Delta del Tigre mit 17.457 Einwohnern (Stand: 2004) (nicht zu verwechseln mit dem gleichnamigen argentinischen Ort Tigre). Mittlerweile ist diese gemeinsam mit den umliegenden Orten auf Grundlage des Ley Nº 18.052 im Jahre 2006 zur Ciudad del Plata zusammengefasst worden. Dieses zweite Hauptballungsgebiet San Josés ist in der südöstlichen Spitze des Departamentos an der Küste des Río de la Plata zu finden. Neben diesen beiden größeren Siedlungsräumen verteilen sich die Einwohner auf einige kleinere Städte wie Libertad, Rodríguez, Ecilda Paullier und zahlreiche kleinere Ortschaften.

## Infrastruktur

### Bildung
San José verfügt über insgesamt acht weiterführende Schulen (Liceos), in denen 6.903 Schüler von 580 Lehrern unterrichtet werden. Das älteste Liceo des Departamentos ist das in der Departamento-Hauptstadt San José de Mayo angesiedelte, 1913 gegründete Liceo N°1 Departamental Instituto "Dr. Alfonso Espínola". (Stand: Dezember 2008)

### Verkehr
Verkehrsinfrastrukturell ist San José insbesondere durch die das Departamento in Ost-West-Richtung querende Ruta 1 und die davon nach Norden abzweigende Ruta 3 erschlossen. Zudem führte die Bahnstrecke 25 de Agosto–Mal Abrigo durch San José.

### Wirtschaft
In San José wird viel Wein angebaut, insbesondere Tannat.

## Politik
Die Führungsposition der Exekutive des Departamentos, das Amt des Intendente, hat José Luis Falero von der Partido Nacional inne.